# Sarah Emma Edmonds
Sarah Emma Edmonds , född 1841, död 1898, var en amerikansk soldat. Hon tjänstgjorde på unionssidan i det amerikanska inbördeskriget utklädd till man under namnet Franklin Thompson mellan 1861 och 1865. Hon inkluderades 1992 i Michigan Women's Hall of Fame. 